# Pere Pujol i Tubau
Pere Pujol i Tubau (Ribes de Freser, 26 d'abril de 1887 - La Seu d'Urgell, 22 de febrer de 1962) fou un eclesiàstic, historiador, paleògraf i arxiver de l'Arxiu Capitular d'Urgell.
Pujol estudià al seminari de la Seu i al de Vic (1901-1910) i fou ordenat sacerdot el 1910; a Vic, fou deixeble de l'arqueòleg i historiador de l'art Josep Gudiol i Cunill. A partir de 1912 s'establí a la Seu d'Urgell després d'haver estat en altres vicaries. El 1912 li fou encarregat per l'Institut d'Estudis Catalans de resumir els documents del "Liber dotaliorum ecclesiae urgellensis". El 1919 completà els estudis de paleografia i diplomàtica a París, a l'École des Chartes i a l'Institut Catòlic amb una beca de l'IEC. Encara faria una altra estada a París com a exiliat durant la guerra civil i aprofità per treballar amb la documentació urgellenca conservada en les biblioteques de París. La seva tasca a l'arxiu, que hagué de combinar amb altres tasques sacerdotals, el dugué a escriure nombrosos estudis sobre l'escriptura, la llengua, l'hagiografia i l'art medievals. Entre les seves obres més citades hi ha l'edició dels "Documents en llengua vulgar dels segles XI, XII, XIII, procedents del bisbat de la Seu d'Urgell" (1913), o la de "L'acta de consagració i dotació de la catedral d'Urgell del 919 o 939" (1917), que foren cabdals en el seu moment per a l'estudi dels testimonis més remots de la llengua catalana. Destaquen també "De paleografia visigòtica a Catalunya" (1917), "Santa Maria de la Seu d'Urgell" (1918), en col·laboració amb Josep Puig i Cadafalch, o "La comarca de l'Urgellet" (1929). La major part de la seva producció científica ha estat recollida en un llibre editat l'any 1984 per Joan Riera i Simó.
Des de 1942 fou membre corresponent nacional de la Reial Acadèmia de Bones Lletres de Barcelona i des de 1946, membre corresponent de la Secció Històrico-Arqueològica de l'Institut d'Estudis Catalans. Fou també conseller numerari de l'Institut d'Estudis Ilerdencs.